# Francesca Lechi
Francesca Lechi, född 1773, död 1806, var en politisk aktivist. Hon var gift med Francesco Ghirardi, som deltog i revolutionen i Brescia och blev en ämbetshavare för Joachim Murats franska regim i Milano. Francesca Lechi, som hade starka jakobinska sympatier, hade ett förhållande med Murat och ska enligt samtiden ha utövat politiskt inflytande genom sin make och sin älskare i Milano. 